# César Fernández
Julio César Fernández Benítez (Asunción, 25 dicembre 1942) è un ex cestista paraguaiano.

## Carriera
Con il Paraguay ha disputato i Campionati del mondo del 1967.